# Ferris Jacobs junior

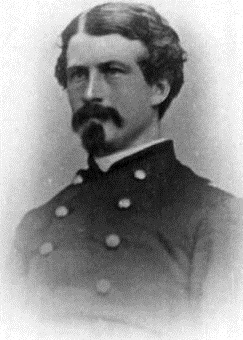
Ferris Jacobs junior

Ferris Jacobs junior (* 20. März 1836 in Delhi, New York; † 30. August 1886 in White Plains, New York) war ein US-amerikanischer Jurist, Offizier und Politiker. Zwischen 1881 und 1883 vertrat er den Bundesstaat New York im US-Repräsentantenhaus.

## Werdegang
Ferris Jacobs junior besuchte die Delaware Academy in Delhi und das Delaware Literary Institute in Franklin. 1856 graduierte er am Williams College in Williamstown. Er studierte Jura. Nach dem Erhalt seiner Zulassung als Anwalt 1859 begann er in Delhi zu praktizieren. Während des Bürgerkrieges diente er in der Unionsarmee. Am 26. August 1861 trat er in die 3. New York Cavalry, wo er den Dienstgrad eines Captain bekleidete. Er wurde am 15. März 1865 zum Lieutenant Colonel in der 26. New York Cavalry befördert und am 13. März 1865 zum Brevet-Brigadegeneral der Volunteers. Nach dem Krieg war er in Delhi wieder als Jurist tätig. Er wurde 1865 und 1866 zum Bezirksstaatsanwalt gewählt. Politisch gehörte er der Republikanischen Partei an. Er nahm 1880 als Delegierter an der Republican National Convention in Chicago teil.
Bei den Kongresswahlen des Jahres 1880 für den 47. Kongress wurde Jacobs im 21. Wahlbezirk von New York in das US-Repräsentantenhaus in Washington, D.C. gewählt, wo er am 4. März 1881 die Nachfolge von David Wilber antrat. Da er auf eine erneute Kandidatur 1882 verzichtete, schied er nach dem 3. März 1883 aus dem Kongress aus.
Nach seiner Kongresszeit ging er wieder seiner Tätigkeit als Anwalt nach. Er verstarb am 30. August 1886 in White Plains und wurde dann auf dem Woodland Cemetery in Delhi beigesetzt.